# Ричесе, Максимилиано
Ариэль Максимилиано Ричесе Аракистаин (исп. Ariel Maximiliano Richeze Araquistain, род. 7 марта 1983 в Буэнос-Айресе, Аргентина) — аргентинский профессиональный шоссейный и трековый велогонщик. С 2016 года подписал двухлетний контракт с командой «Deceuninck-Quick Step». Серебряный призёр Панамериканских игр 2015 года в командной гонке. Чемпион Аргентины в групповой гонке 2019 года. 

## Допинг
Перед началом Джиро д’Италия Максимилиано сдавал пробы на наличие допинга, которые показали положительный результат на анаболический стероидный препарат «Станозолол», что привело к исключению его из гонки. Первоначально его оправдала Аргентинская федерация велоспорта, он позднее после разбирательства дела в Спортивном арбитражном суде он был дисквалифицирован на два года.

## Достижения

### Шоссе
2005
1-й  Чемпионат Америки в групповой гонке U23
1-й Круг Порто
1-й Этап 2 Джиро дель Венето
1-й Этап 9 Вуэльта Сан-Хуана
2-й  Чемпионат Аргентины в групповой гонке U23
2006
1-й Этап 1 Тур Лангкави
2007
1-й Этапы 18 и 21 Джиро д’Италия
1-й Этап 1 Тур Люксембурга
1-й Этап 2 Тур Лангкави
1-й Этап 4 Джиро дель Трентино
1-й Этап 4 Вуэльта Сан-Хуана
4-й Гран-при Рена
5-й Мемориал Вивиана Мансервиси
2008
1-й Этапы 6 и 7 Тур Турции
1-й Этап 2 Тур Сан-Луиса
3-й Трофей Лайгуэльи
4-й Джиро ди Тоскана
6-й Джиро дель Пьемонте
7-й Гран-при Рена
9-й Круг Сарта
1-й  Очковая классификация
1-й Этап 5
2011
1-й Этапы 1, 6 и 7 Тур Словакии
4-й Тур Кумано
1-й Пролог
5-й Гран-при Краня
6-й Гран-при Этрусского побережья
2012
1-й  Чемпионат Америки в групповой гонке
1-й  Тур Хоккайдо
1-й  Очковая классификация
1-й Этапы 2 и 3
Тур Сербии
1-й  Очковая классификация
1-й Этапы 1, 5 и 6
1-й Этап 1 Тур Японии
3-й Тур Кореи
3-й Кубок Бернокки
4-й Тур Калабрии
5-й Тур Кумано
1-й  Очковая классификация
1-й Этап 1
5-й Гран-при Этрусского побережья
8-й Вуэльта Венесуэлы
1-й  Очковая классификация
1-й Этапы 1, 7, 8 и 10
2016
Тур Швейцарии
1-й  Очковая классификация
1-й Этап 4
1-й Этап 1 (КГ) Тур Сан-Луиса
2-й Эшборн — Франкфурт
3-й Примус Классик
2017
1-й Этапы 6 и 7 Вуэльта Сан-Хуана
5-й Париж — Тур
6-й Классика Гамбурга
8-й Эшборн — Франкфурт
2018
1-й Этап 1 Тур Турции
1-й Этап 4 Вуэльта Сан-Хуана
1-й  Чемпионат Америки в групповой гонке
2019
1-й  Чемпионат Аргентины в групповой гонке

### Трек
2002
Южноамериканские игры
2-й  Кило
2-й  Командное переследование
2003
1-й  Кило, Чемпионат Аргентины
2013
Чемпионат Америки
1-й  Командный спринт
1-й  Скрэтч
2015
2-й  Командное переследование, Панамериканские игры

## Статистика выступлений

### Гранд-туры
| Гонка           | 2006 | 2007 | 2013 | 2014 | 2015 | 2016 | 2017 | 2018 |
| --------------- | ---- | ---- | ---- | ---- | ---- | ---- | ---- | ---- |
| Джиро д'Италия  | 138  | 92   | —    | —    | —    | —    | 148  | —    |
| Тур де Франс    | —    | —    | —    | —    | —    | 144  | —    | 135  |
| Вуэльта Испании | —    | —    | 141  | 138  | 152  | —    | —    | —    |

| —  | Не участвовал  |
| НФ | Не финишировал |